# Slow Death
Slow Death es el sexto álbum de la banda estadounidense de deathcore, Carnifex. Fue lanzado el 5 de agosto de 2016 vía Nuclear Blast Records.

## Lista de canciones
Todas las canciones escritas y compuestas por Carnifex. 
| N.º | Título                          | Duración |  |
| 1.  | «Dark Heart Ceremony»           |          |  |
| 2.  | «Slow Death»                    |          |  |
| 3.  | «Drown Me in Blood»             |          |  |
| 4.  | «Pale Ghost»                    |          |  |
| 5.  | «Black Candles Burning»         |          |  |
| 6.  | «Six Feet Closer to Hell»       |          |  |
| 7.  | «Necrotoxic»                    |          |  |
| 8.  | «Life Fades to a Funeral»       |          |  |
| 9.  | «Countess of the Crescent Moon» |          |  |
| 10. | «Servants to the Horde»         |          |  |

## Personal
- Scott Lewis: Voz
- Cory Arford: Guitarra
- Jordan Lockrey: Guitarra
- Fred Calderon: Bajo
- Shawn Cameron: Batería

- Datos: Q42906251